# 养元饮品
河北养元智汇饮品股份有限公司（上交所：603156），简称养元饮品，是中华人民共和国的一家饮料生产商，总部位于河北省衡水市。公司前身为1993年成立的合资企业“河北元源保健饮品有限公司”，1997年改为国有控股企业，后改制为民营企业。该公司主要生产“六个核桃”核桃乳系列产品，在中国大陆地区享有较高知名度，并连续多年位居核桃乳饮料销量前位，是中国植物蛋白饮料产销量最大的企业。

## 历史
养元饮品的前身系1993年成立的河北元源保健饮品有限公司，最初由衡水电力实业总公司与台湾德亿企业股份有限公司合资经营。1997年4月29日，德亿企业未按合同章程的规定投入资金，元源饮品向衡水市对外贸易经济合作局提交申请收回外商投资企业批准证书，公司的债权债务归衡水电力实业总公司所有。同年9月24日，公司重新注册为内资控股企业；1998年3月更名为“河北养元保健饮品有限公司”。但公司经营状况不佳，效益低下，濒临破产。1999年1月，公司转让予衡水老白干集团，由于与集团主业相差甚远，一直游离在集团边缘。2004年9月1日，老白干集团召开董事会会议，会议决定将河北养元列入衡水市市直系统改制试点企业，将持有的其全部国有产权转给其管理层和职工。2005年9月25日，老白干集团向衡水市产权交易中心提出申请，拟挂牌公开转让其持有的河北养元100%的国有产权，并对外公布产权转让信息，期间仅有姚奎章报名，经公开征集只产生一个受让方。2005年12月29日，老白干集团将其持有的河北养元全部国有产权转让给以姚奎章为主要成员的58名公司员工。其中姚奎章曾任衡水老白干酒厂技术科技术员、生产科副科长、一分厂副厂长、集团生产处处长、集团董事等职务。该公司改制完成后，即在公司内实施员工持股计划。
2005年6月，养元饮品的核心产品“六个核桃”在河北市场推出。姚奎章认为，由于中华文化中“六”代表顺利，而核桃也有补脑的作用，两者合而为一，更容易戳中中国消费者的消费心理。上市后的第一年，养元实现了3000万的销售额。通过经销商扩张模式，养元饮品超过同省的竞争对手承德露露，成为植物饮料的领军品牌。2009年公司也着手制定《植物蛋白饮料核桃露（乳）》国家标准。与此同时，公司通过多次资本公积和盈余公积扩资，到2009年注册资本从最初的100万元变为8000万元。2009年12月2日，经衡水市工商行政管理局核准，该公司改制为股份有限公司，企业更名为河北养元智汇饮品股份有限公司。
2018年2月12日，养元饮品在上海证券交易所挂牌上市。

## 业务及产品

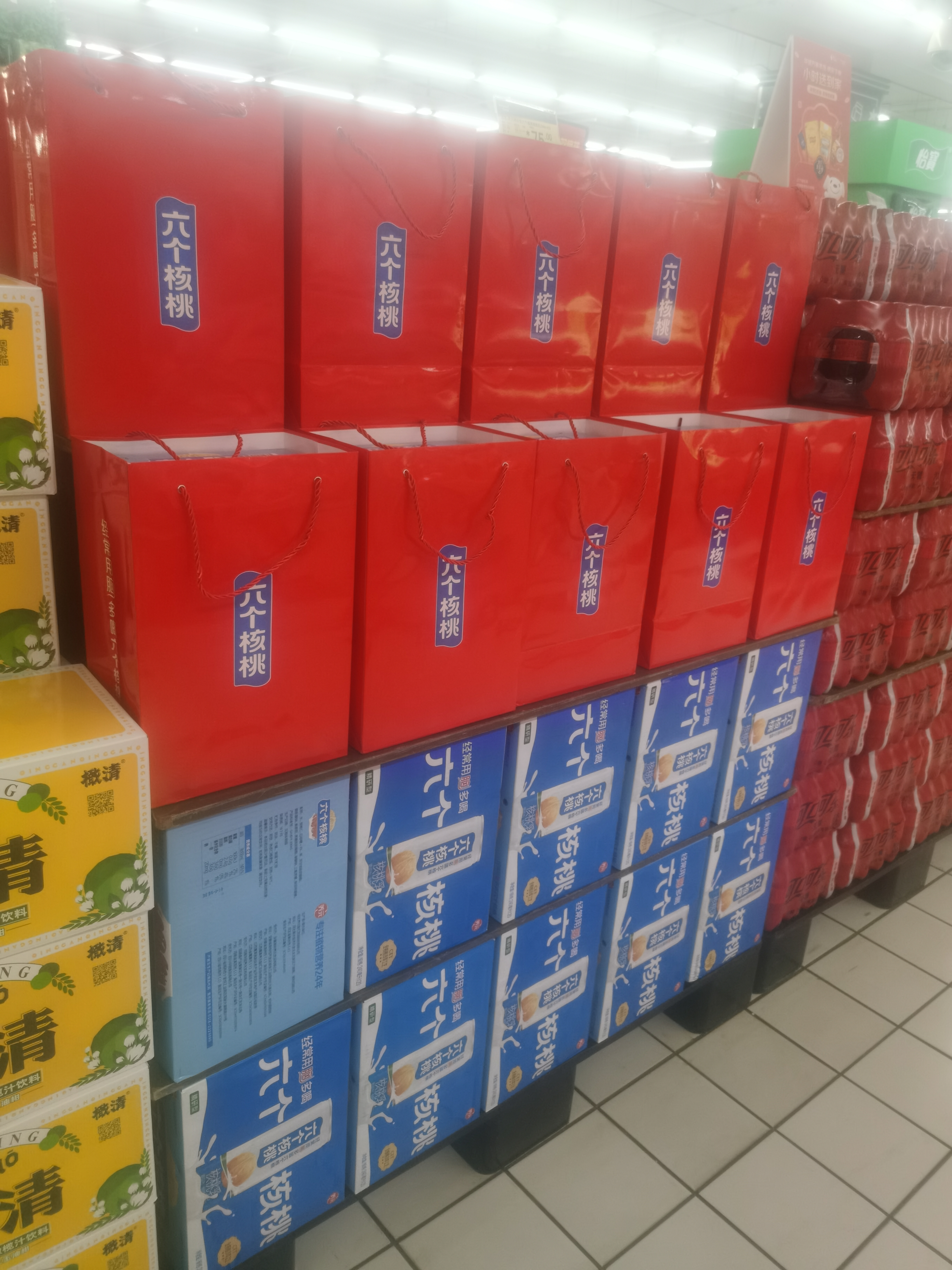
于超市货架展示的六个核桃礼盒装

养元饮品自创立以来，专注于以核桃仁为原料的植物蛋白饮料的研发、生产和销售，主要产品为“六个核桃”核桃乳系列产品，截至2021年共有六个核桃精品系列、六个核桃养生系列、六个核桃养生五星系列、六个核桃2430四大系列。公司的核桃乳生产工艺为“5·3·28”工艺，即“5项专利、3项独特技术、28道工序”组成，确保产品质量；后公司开发出全核桃CET冷萃技术，实现了对核桃仁及其种皮营养的最大化利用。该公司亦参与制定《植物蛋白饮料 核桃露（乳）》（GB/T 31325—2014）国家标准。公司内设有研发中心，曾与中国人民解放军军事科学院军事医学研究院进行合作，针对核桃乳健脑进行了小鼠试食实验；后又同河北医科大学合作，进行了核桃乳健脑的人体试食实验，并以此为依据开发了低糖易智状元和无糖易智状元，但公司的研发费用占比较低。
为打破公司产品的单一局面，养元饮品于2020年先后推出主打缓解焦虑的“六个核桃卡慕宁”、“六个核桃2430”、“六个核桃+”、“六个核桃·考前 30 天”、“六个核桃·梦浓”等产品。2020年9月接手泰国天丝旗下功能饮料“红牛安奈吉”在中国长江以北地区的运营权。2021年9月推出养元植物奶产品，采用全豆生产工艺。
截至2021年，养元饮品在衡水总部单一基地的基础上，扩大至河北衡水、安徽滁州、江西鹰潭三个自有生产基地，以及河南临颍、四川简阳和滁州华冠三个委托加工基地，集团共有34条自有工厂生产线。

### 市场营销
养元饮品在销售上实行“分区域定渠道独家经销模式”，以减少中间商，让利于经销商为特点，建立起网点众多、覆盖面广、渗透力强的销售网络。2015年前，六个核桃采取“农村包围城市”的市场开发策略，之后向一二线城市市场扩张。公司超过98%的收入依靠经销商销售，截至2021年，公司约有1,983家经销商，合作的零售终端数量超过100万家，经销网络基本覆盖了除西藏、青海、甘肃、宁夏等西北省外以外的大部分地区。同时，公司积极拓展电商、直播、社区、O2O等新兴消费渠道，与主流电商平台、直播平台、社群平台形成了稳固的战略合作关系。
该公司长期以来投入大量资金进行广告宣传，呈现出“大广告、高频次、广覆盖”的品牌传播格局，通过广播电视、户外广告、报刊杂志、高铁、电梯广告等媒介宣传“六个核桃”产品。2010年，公司对“六个核桃”的品牌定位进行了重新设计，推出“经常用脑，多喝六个核桃”市场定位，并作为广告口号，邀请主持人陈鲁豫作为品牌代言人，令品牌知名度及销量迅速提升；后又签约青年艺人王源、钢琴家郎朗担任品牌代言人。该公司除在央视黄金时段投放广告，加入“CCTV品牌强国工程”外，还先后冠名赞助《最强大脑》、《挑战不可能》、《加油！向未来》、《天才想得到》、《超脑少年团》等节目。公司也围绕高考、中秋节和春节三个营销节点，大规模开展营销活动。

## 荣誉
公司拥有的“YANGYUAN 及图”和“六个核桃”商标被认定为“中国驰名商标”；2015年入选中国饮料工业二十强，2016年被中共河北省委、河北省政府评为河北省民营企业第十名，被农业部等八部委评为“农业产业化国家重点龙头企业”，2017年1月被中国食品报社评为“2016年度中国食品行业十大影响力品牌”，2017年5月入选由中国营养学会、人民网等单位共同启动的“国家健康品牌计划”。

## 争议

### 宣传争议
养元饮品每年投入大量资金用于广告宣传，同时被爆出研发投入严重不足，引发争议。与此同时，由于“六个核桃”被部分人士认为并未真正含有六个核桃，涉嫌虚假宣传，因此将养元饮品告上法庭。最早的一起诉状源于2012年的北京消费者，2015年至2018年，来自山东、河北、湖南等地的7人，均因购买了“六个核桃”饮品后，认为广告语“经常用脑，多喝六个核桃”系虚假宣传、夸大事实，遂将“六个核桃”生产商或销售商，又或将“六个核桃”代言人陈鲁豫告上法庭；而职业打假人王海向工商总局邮寄了材料。2019年，浙江一男子张先生因六个核桃不补脑将超市和生产商告上法庭。但法院最终均以“原告证据不足”为由，驳回了上述人士的诉讼请求。另据上海华东医院主任营养师陈霞飞表示，该产品的配料表显示核桃排名第三，仅次于水和白砂糖；而每100毫升“六个核桃”里蛋白质含量为0.6克，若按蛋白质含量推算，其所含核桃数为1.87个，不足2个核桃，营养价值远不及纯牛奶。同时每罐“六个核桃”生产成本中，核桃仁在生产成本中占比仅为23.3%，而易拉罐在生产成本中占比达52.18%，被业界调侃“吃易拉罐”。中国食品产业分析师朱丹蓬表示，“六个核桃”在“偷换概念”。
针对上述争议，养元饮品在向上交所递交的招股书中就产品名称作进一步说明，强调“六个核桃”为公司产品名称和注册商标，并非对产品原料含量的具体描述；产品宣传用语“经常用脑，多喝六个核桃”说明的是公司产品具有补充营养的作用，并未明示或暗示其具有保健作用或预防、治疗疾病的作用，不属于对商品的性能、功能、用途、成分信息的描述。故此，公司产品标识及广告宣传中不存在对产品原料及其用量、产品作用的夸大或不实陈述，没有违反《中华人民共和国广告法》的规定。而养元饮品在官方微博中表示“从来没有说过一罐里面有六个核桃”，在法院辩解中亦表示：“经常用脑，多喝六个核桃”的广告语经有关部门审核，不存在虚假宣传和误导消费者行为。

### 商标相关争议
养元饮品从2006年起开始提交“六个核桃”商标申请，期间经过商标局多次驳回复审后，直至2012年商标局勉强依据《商标法》中“商标是否具备显著性”标准，符合注册条件才得以注册。依据《商标法》的规定，带有欺骗性，容易使公众对商品的质量等特点或者产地产生误认的不得作为商标使用。而根据公开资料，“六个核桃”被河北省工商局认定为“知名商品”，销售区域覆盖广，商标评审委员会及法院一致认为可以作为商标注册。2013年，养元饮品再次被商标局提出无效宣告。而后公司坚持申请数年，期间又经历多次被驳回，直到2018年才再次获得商标续展。
由于“六个核桃”的知名度高，使其成为不少山寨作坊仿冒生产的对象，而代言人陈鲁豫也出现被高仿的现象。早在2008年，养元饮品抢先注册多个防御性商标，但其无法阻止仿冒的发生，甚至有山寨产品做大做强，更进入展销会参展。2018年，养元饮品将“大个核桃”的生产商告上法庭，其后被南京中院判决被告公司停止侵权行为，但生产商不服判决提起上诉，最终江苏高院二审宣判驳回上诉。
另据公司招股书，南充攀登食品有限公司生产的“六六核桃”核桃乳因已构成对“六个核桃”的侵权，养元饮品遂向四川省德阳市中级人民法院提起诉讼。2016年2月26日，南充攀登食品有限公司向商标评审委员会提出公司所有的“六个核桃”注册商标（第5127315号）无效宣告申请。4月20日，四川省德阳市中级人民法院根据相关法律，判令南充攀登食品有限公司立即停止生产、销售侵害公司“六个核桃”注册商标专用权产品的行为；在本判决生效之日起十日内赔偿公司经济损失120万元。9月8日，攀登食品提出上诉。2017年3月9日，商评委发出《评审案件驳回通知书》，对南充攀登食品有限公司提出的无效宣告申请予以驳回；7月10日，四川省高级人民法院二审宣判驳回上诉。